# Uhlenköpfe (Silberhütte)
Die Uhlenköpfe sind eine 380 m ü. NN hohe Erhebung des Mittelgebirges Harz im sachsen-anhaltischen Landkreis Harz. Sie liegen nahe dem Harzgeroder Ortsteil Silberhütte.

## Geographie

### Lage
Die Uhlenköpfe erheben sich im Unterharz im Naturpark Harz. Sie liegen 730 m nordwestlich von Silberhütte, 1,6 km südsüdwestlich von Hänichen und 2,5 km südöstlich von Siptenfelde; alle drei gehören zur Stadt Harzgerode. Südwestlich vorbei fließt der Selke-Zufluss Uhlenbach.

### Naturräumliche Zuordnung
Die Uhlenköpfe gehören in der naturräumlichen Haupteinheitengruppe Harz (Nr. 38) und in der Haupteinheit Unterharz (382) zur Untereinheit Güntersberger Hochfläche (382.3).

## Schutzgebiete
Auf den Uhlenköpfen liegen Teile des Naturschutzgebiets Oberes Selketal (CDDA-Nr. 318891; 1998 ausgewiesen; 17,401 km² groß), des Landschaftsschutzgebiets Harz und nördliches Harzvorland (CDDA-Nr. 20784; 1968; 1587,6238 km²) und des Fauna-Flora-Habitat-Gebiets Selketal und Bergwiesen bei Stiege (FFH-Nr. 4332-302; 45,22 km²).

## Verkehr und Wandern
Südöstlich der Uhlenköpfe verläuft im Selketal von Straßberg durch Silberhütte in Richtung Alexisbad die Landesstraße 234, die dort auf die Bundesstraße 242 stößt; Letztere führt knapp 2 km nördlich der Erhebung durch Siptenfelde nach Güntersberge. Auf der Erhebung liegt der Aussichtspunkt Brockenblick, von wo aus der 39 km entfernte Brocken sowie der nahe gelegene Großer Auerberg zu erkennen sind. Etwa 40 m nordöstlich unterhalb des Aussichtspunkts führen der Selketalstieg und der Harzklub-Weg 34D von Silberhütte nach Hänichen vorbei. Auf dem Osthang der Erhebung befindet sich am Aufgang zum Aussichtspunkt die Stempelstelle Nr. 176 (Uhlenköpfe Hänichen) der Harzer Wandernadel.